# Батлук, Алексей Васильевич
Алексей Васильевич Батлук (17 марта 1901, слобода Ладомировка, Воронежская губерния — 15 февраля 1983, Москва) — советский военачальник, генерал-майор (03.06.1944)

## Биография
Родился 17 марта 1901 года в слободе Ладомировка Воронежской губернии.
Из крестьян-бедняков. В 1913 году окончил земскую начальную школу на родине, затем Валуйское уездное двухклассное училище. С 1915 года по 1919 год учился и окончил Валуйские педагогические курсы.

### Гражданская война
15 апреля 1919 года добровольно вступил в РККА и был назначен инструктором политотдела 42-й стрелковой дивизии, затем с мая при этой дивизии был сотрудником для поручений ревтрибунала. Воевал с ней на Южном фронте против деникинских войск в районах Дебальцево, Ясиноватая, Валуйки, Старый Оскол.
В августе 1919 года зачислен курсантом на Орловские пехотно-пулемётные курсы. В их составе сражался с конницей генерала К. К. Мамонтова во время её рейда по тылам Красной армии. 1 февраля 1920 года завершил обучение на курсах, но в связи с болезнью до лета находился на лечении в госпитале. В июне после выздоровления был направлен в город Зубцов Тверской губернии, где был командиром взвода и литерной роты в 3-м запасном полку.
С августа 1920 года воевал на Западном фронте командиром взвода и роты 427-го Вологодского полка. В бою с белополяками 23 сентября 1920 года в районе Свислочь — Волковыск попал в плен и до 10 апреля 1921 года находился в лагерях военнопленных Седанцы, Рембертув и в Варшавской крепости. После возвращения из плена в течение месяца проходил проверку, затем в мае 1921 года был назначен командиром взвода в 45-й стрелковый полк 5-й Витебской стрелковой дивизии.

### Межвоенный период
С марта 1922 года был инструктором-организатором всеобуча в Острогожском и Россошанском уездных военкоматах Воронежской губернии.
С июля 1923 года служил командиром взвода и квартирмейстером полка в 18-м стрелковом полку 6-й стрелковой дивизии в город Курск.
С сентября 1925 по сентябрь 1926 года проходил подготовку на повторных командных курсах при 2-й Московской пехотной школе. После возвращения в полк занимал должности командира роты, помощника командира и командира батальона в городе Ливны. Во время службы в этом полку в 1935 года окончил курсы «Выстрел».
В июне 1936 года капитан Батлук переведён помощником командира 16-го стрелкового полка по строевой части в город Орел.
С июля 1938 года командовал автобатальоном в 19-й стрелковой дивизии ОрВО в Воронеже, с декабря 1939 года исполнял должность помощника командира по строевой части 282-го стрелкового полка этой же дивизии.
В марте 1940 года назначен помощником начальника отдела боевой подготовки штаба ОрВО, затем в августе вернулся в 19-ю стрелковую дивизию на должность командира 282-го стрелкового полка.

### Великая Отечественная война
С 15 июля 1941 года 282-й стрелковый полк в составе дивизии был включён в 28-ю, затем в 24-ю армию Фронта Резервных армий и участвовал в Смоленском сражении. В боях под Ельней 25 июля майор Батлук получил тяжёлое ранение и до ноября находился в госпитале в Казани.
После выздоровления назначен начальником штаба 34-й отдельной стрелковой бригады САВО. После завершения формирования в том же месяце бригада была выведена в резерв Ставки ВГК, затем вошла в 49-ю армию Западного фронта и участвовала в Тульской, Калужской и Ржевско-Вяземской наступательных операциях.
25 апреля 1942 года подполковник Батлук допущен к командованию этой бригадой. Вскоре бригада в составе Московской зоны обороны в Наро-Фоминске была развернута в 233-ю стрелковую дивизию, а Батлук назначен в ней начальником штаба. С 10 августа исполнял должность заместителя командира этой дивизии. 31 августа 1942 года дивизия была передислоцирована на Воронежский фронт и до 11 сентября находилась в его резерве, затем включена в 1-ю гвардейскую армию Сталинградского фронта. С 16 сентября она входила в состав 24-й армии и участвовала в Сталинградской битве.
В начале октября 1942 года зачислен в распоряжение ГУК НКО, затем направлен на Ленинградский фронт командиром 102-й отдельной морской стрелковой бригады. В составе 67-й армии участвовал с ней в операции по прорыву блокады Ленинграда.
27 января 1943 года был отстранён от командования и зачислен в распоряжение Военного совета Ленинградского фронта, а через месяц назначен командиром 142-й отдельной морской стрелковой бригады, затем с 17 марта переведён командиром 11-й отдельной стрелковой бригады.
22 апреля 1943 года назначен командиром 120-й стрелковой дивизии, сформированной на базе этих бригад. После завершения формирования дивизия вошла в 67-ю армию и заняла оборону в полосе Выборгская Дубровка — устье реки Ганибаловка. В августе её части принимали участие в Мгинской наступательной операции, в боях за Синявинские высоты. В конце того же месяца она вошла в подчинение 2-й ударной армии и затем была выведена в район Токсово.
В 1943 году вступил в ВКП(б).
13 января 1944 года дивизия совершила марш в район Дудергоф и, войдя в 42-ю армию, участвовала в Красносельско-Ропшинской наступательной операции, в боях за Тайцы и Гатчину. За освобождение Гатчины ей было присвоено почётное наименование «Гатчинская» (27.1.1944).
За бои по освобождению городов Гатчина и Луга полковник Батлук награждён орденом Суворова 2-й степени и, по представлению советского командования, правительством США — офицерским орденом Почётного Легиона.

Настоящим удостоверяется, что президент Соединенных Штатов Америки в соответствии с приказом, изданным Джорджем Вашингтоном от 7 августа 1782 года в Ньюбургском штате Нью-Йорка, и согласно акту конгресса наградил орденом Почетного Легиона (офицерским) — полковника Красной Армии СССР Алексея Васильевича Батлука за беззаветную преданность и исключительно отважное поведение при выполнении важных военных заданий.— Из документа о награждении
Затем дивизия в составе 67-й армии участвовала в Новгородско-Лужской наступательной операции. За бои по освобождению Луги она была награждена орденом Красного Знамени (20.2.1944). К 25 февраля её части вышли на плацдарм западнее реки Нарва в район Митретски и в составе 59-й и 8-й армий вели бои по его расширению. В июле 120-я стрелковая дивизия вела успешные бои юго-западнее города Нарва, участвуя в Нарвской наступательной операции. С сентября она вела бои по освобождению Эстонии. С 13 декабря генерал-майор Батлук состоял в резерве Ставки ВГК (при Высшей военной академии им. К. Е. Ворошилова), а с апреля 1945 года был зачислен слушателем академии.

### Послевоенная карьера
После войны в январе 1946 года Батлук окончил ускоренный курс академии и в феврале был назначен командиром 64-й гвардейской стрелковой Красносельской Краснознаменной дивизии ЛВО.
С января 1951 года командовал 94-й гвардейской стрелковой Звенигородско-Берлинской ордена Суворова дивизией в ГСОВГ, с января 1952 года исполнял должность начальника Управления боевой и физической подготовки группы войск. В октябре 1953 года переведён на ту же должность в Киевский военный округ. С июля 1954 года был 1-м заместителем начальника Управления боевой подготовки Киевского военного округа.
18 января 1956 года уволен в запас. Проживал в городе Москве. В 1971-м году трудился над рукописью книги «Боевой путь 120-й Гатчинской» (судьба данной рукописи неизвестна).
Скончался в 1983 году. Похоронен в Киеве на Байковом кладбище.

## Награды
СССР
- Орден Красного Знамени (20 июня 1949)
- Орден Ленина (21 февраля 1945)
- Медаль «За победу над Германией в Великой Отечественной войне 1941—1945 гг.» (1945)
- Медаль «За оборону Москвы» (1945)
- Медаль «За оборону Ленинграда» (1945)
- Орден Красного Знамени (3 ноября 1944)
- Орден Суворова II степени (21 февраля 1944) — за умелое и мужественное руководство боевыми операциями и за достигнутые в результате этих операций успехи в боях с немецко-фашистскими
- Орден Отечественной войны I степени (13 октября 1943)
- Орден Красного Знамени (21 июля 1942)
- Медаль «20 лет Рабоче-Крестьянской Красной Армии» (1938)
- Медаль «Ветеран Вооружённых Сил СССР»

Благодарности Верховного Главнокомандующего в которых отмечен А. В. Батлук
- Благодарность Верховного Главнокомандующего (26 января 1944) — за овладение городом и крупным железнодорожным узлом Гатчина (Красногвардейск), превращенным немцами в крепость с развитой системой долговременных оборонительных сооружений
- Благодарность Верховного Главнокомандующего (13 февраля 1944) — за овладение городом Луга — важным узлом коммуникаций и мощным опорным пунктом обороны немцев
- Благодарность Верховного Главнокомандующего (26 июля 1944) — за овладение городом и крепостью Нарва — важным укрепленным районом обороны немцев, прикрывающим пути в Эстонию

Других  государств
- Орден «Легион почёта» (США, 1945)

Почётный гражданин
В мае 1965 года на основании решения сессии Гатчинского городского Совета депутатов трудящихся был удостоен почётного звания «Почётный гражданин города Гатчины»

## Память
- В Ясеновской средней общеобразовательной школы Ровеньского района Белгородской области развёрнута экспозиция, целиком посвящённая военным заслугам заслуженного земляка[4].
- 11 апреля 2006 года земское собрание Свистовского сельского поселения приняло решение установить в деревне Ясены бюст генерал-майора Алексея Васильевича Батлука как «первого учителя Ясеновской земской школы, ветерана Великой Отечественной войны, ветерана Вооружённых сил Советского Союза».